# Black Magic (videojuego)
Black Magic es un videojuego de acción-aventura de 1987 para la Apple II, Commodore 64, ZX Spectrum y la Amstrad CPC desarrollado por Action Software y distribuido por Datasoft. 

## Trama
El malvado mago Zahgrim convirtió al buen mago Aganar en piedra, le quitó sus seis ojos y los colocó en diferentes lugares de la tierra para que puedan ver cómo empieza la destrucción. El objetivo del jugador es encontrar los seis globos oculares. 

## Jugabilidad
El juego implica moverse a través de un gran mundo en desplazamiento tanto vertical como horizontalmente, recoger objetos, disparar flechas a los enemigos y lanzar hechizos. La mayoría de las áreas no tienen que ser visitadas en un orden fijo. Los recursos son limitados, la comida siempre está a punto de agotarse y las flechas escasean. Cuando se recoge uno de los ojos de la estatua, aparecen nuevos tipos de monstruos en el mundo que hacen el viaje más difícil. Se juega de manera diferente según el orden en que se recogen los ojos. Un pájaro grande puede llevar al jugador a una parte diferente del mundo, similar al murciélago en Adventure para la Atari 2600. Disparar al pájaro con una flecha hace que desaparezca temporalmente. 
Los hechizos proporcionan enfoques alternativos a los problemas. La invisibilidad, por ejemplo, evita el daño de los monstruos. Lanzar el hechizo congelar sobre agua inmoviliza a las criaturas que contiene y permite cruzar la superficie congelada. Cada 4000 puntos, se otorga un nuevo rango: aprendiz, mago, hechicero, nigromante. Se desbloquean nuevos hechizos con cada rango. 
Una vez que los seis ojos han sido recogidos y colocados en las cuencas vacías de la Estatua Ciega, aparece un mensaje que explica cómo darle fin al gobierno de Zahgrim. En ese momento el jugador puede entrar en el castillo del malvado mago, el cual es un difícil laberinto lleno de trampas y monstruos. 

## Recepción
El juego fue revisionado en 1987 en Dragon #124 por Hartley y Patricia Lesser en la columna "The Role of Computers". Los revisores dijeron: "Ciertamente, este es uno de los mejores juegos actuales en arcade/aventura, ya que las tareas requeridas para completar la búsqueda son bastante variadas".